# Carballal (Folgoso de Caurel)
Carballal es una aldea española situada en la parroquia de Villamor, del municipio de Folgoso de Caurel, en la provincia de Lugo, Galicia.

## Demografía
| Gráfica de evolución demográfica de Carballal entre 2000 y 2019 |
|                                                                 |
| Datos según el nomenclátor publicado por el INE.                |